# 체리 파이 피카체
체리 파이 피카체(Cherry Pie Picache, 1970년 5월 27일 ~ )는 필리핀의 배우, 희극 배우이다.
마닐라 대도시에서 태어났다.

## 영화
- 캔트 헬프 폴링 인 러브 (2017년)
- 패디캡 (2016년)
- 패그패그 (2014년)
- 저스트 원 썸머 (2012년)
- 이스다-물고기 이야기 (2011년) - 리나 역
- 내 신부 찾아줘요 (2010년)
- 소년과 바이올린 (2008년)
- 입양아 (2007년)
- 황혼의 댄서 (2006년)
- 폭염 (2006년)
- 비키니 오픈 (2005년)
- 사랑하니까 (2004년)
- 라가리스타 (2000년)
- 사카이 (1993년)